# 尚特盧 (德塞夫勒省)
尚特盧（法語：Chanteloup，法語發音：[ʃɑ̃tlu]）是法國德塞夫勒省的一个市镇，属于布雷叙尔区。

## 地理
尚特盧（46°45'59"N, 0°31'27"W）面积20.71 平方千米，位于法国新阿基坦大区德塞夫勒省，该省份为法国西部内陆省份，北起曼恩-卢瓦尔省，西接旺代省，南至夏朗德省和滨海夏朗德省，东临维埃纳省。
与尚特盧接壤的市镇（或旧市镇、城区）包括：布瓦梅、布雷敘爾、拉沙佩勒聖洛朗、库尔莱、塞夫尔河畔蒙库唐。

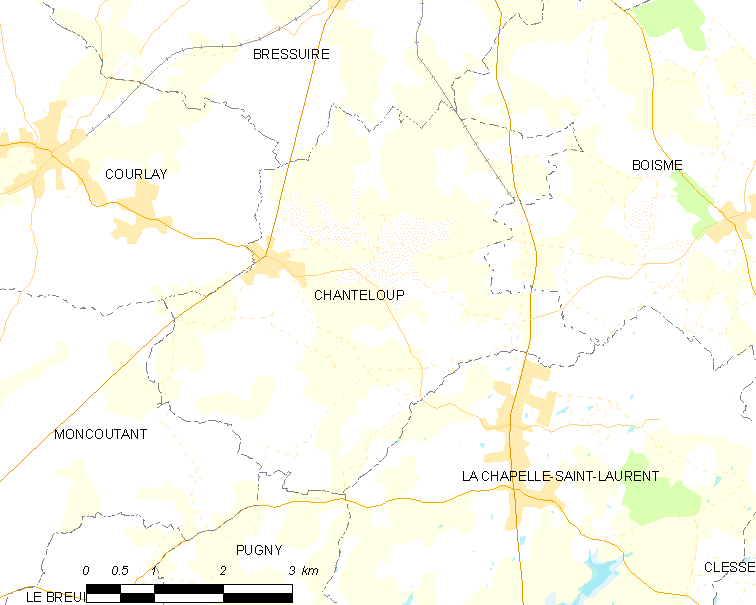
的OSM定位图

尚特盧的时区为UTC+01:00、UTC+02:00（夏令时）。

## 行政
尚特盧的邮政编码为79320，INSEE市镇编码为79069。

## 政治
尚特盧所属的省级选区为瑟里宰县。

## 人口

1962-2008年间人口变化图示

尚特盧于2022年1月1日时的人口数量为982人。